# Adersdorf (Gemeinde Biberbach)
Adersdorf ist eine Rotte in der Katastralgemeinde und Gemeinde Biberbach, Niederösterreich.

## Geografie
Die Rotte Adersdorf liegt drei Kilometer südöstlich von Biberbach an einem Abhang zur Ybbs. Die Rotte wird von der Landesstraße L6200 erschlossen, die von der Ybbs nach Biberbach führt.

## Geschichte
Im Jahr 1822 wurde der Ort als ein Dorf mit 9 Häusern beschrieben, das nach Biberbach eingepfarrt war; auch die Kinder wurden in Biberbach eingeschult. Die Ortsobrigkeit besaß die Herrschaft Waidhofen an der Ybbs, die auch die Landgerichtsbarkeit ausübte. Die Konskription oblag der Herrschaft Seitenstetten. Im Franziszeischen Kataster von 1822 ist die Rotte als Haufendorf mit einigen Gehöften verzeichnet.